# Denis Tonucci
Pour les articles homonymes, voir Tonucci.
Denis Tonucci, né le 6 septembre 1988 à Pesaro en Italie est un footballeur italien. Il évolue au poste de défenseur central.

## Carrière en club

### En Italie
Né à Pesaro, Tonucci commence sa carrière professionnelle Romagne, à côté de Cesena. Il fait sa première apparition sous le maillot de l'AC Cesena, club de Serie B, le 3 mars 2007. Il dispute 46 matchs avec ce club entre 2006 et 2013.
Le 10 août 2009, il est prêté avec option d'achat au club de Piacenza FC, avec qui il dispute 28 matchs.
Le 30 juin 2010, Tonucci est ensuite prêté à Vicence Calcio, avec qui il dispute entre 2010 et 2012 pas moins de 37 matchs, notamment en Serie A.

### En France
Le 2 juillet 2013, il signe un contrat de 2 ans avec le club français de l'AC Ajaccio, alors entraîné par Fabrizio Ravanelli.

## Carrière internationale
Lors de la saison 2005-2006, Tonucci est sélectionné en équipe d'Italie des moins de 18 ans. Il inscrit notamment un but de la tête lors d'un match contre la Turquie, match durant lequel il est capitaine de la sélection.
En 2007, il est sélectionné dans l'équipe d'Italie des moins de 19 ans convoquée pour les qualifications du Championnat d'Europe de football des moins de 19 ans 2007.
Dans la saison 2007-08, il joue quatre matchs sur six avec l'équipe d'Italie des moins de 20 ans lors du tournoi des quatre nations.
En juillet 2014, Denis Tonucci résile son contrat à Ajaccio pour partir à Chypre à Anothosis Famagouste.